# Ogilbia cayorum
Ogilbia cayorum är en fiskart som beskrevs av Barton Warren Evermann och Kendall, 1898. Ogilbia cayorum ingår i släktet Ogilbia och familjen Bythitidae. Inga underarter finns listade i Catalogue of Life.